# Aristote Nkaka
Aristote Nkaka (Ghlin, 27 maart 1996) is een Belgisch voetballer die bij voorkeur als defensieve middenvelder speelt. Hij ligt sinds 2019 onder contract bij RSC Anderlecht. Nkaka werd voor het seizoen 2021/22 uitgeleend aan Waasland-Beveren.

## Clubcarrière
Nkaka verliet in 2015 de jeugdopleiding van Club Brugge voor Royal Excel Moeskroen. Op 27 oktober 2016 debuteerde hij in de Jupiler Pro League tegen Waasland-Beveren. Hij viel na 64 minuten in voor Mergim Vojvoda. Op 26 december 2016 maakte Nkaka zijn eerste doelpunt als prof in de uitwedstrijd tegen Club Brugge. Hij bracht Moeskroen al na acht minuten op voorsprong. Club Brugge won de wedstrijd uiteindelijk met 2–1. In januari 2018 maakte hij voor 300.000 euro de overstap naar KV Oostende.
In mei 2018 raakte bekend dat Nkaka in de zomer van 2019 de overstap zou maken naar RSC Anderlecht. Nkaka zou in januari 2018, toen hij bij Oostende tekende, van toenmalig sportdirecteur Luc Devroe al de belofte hebben gekregen dat hij zes maanden later naar Anderlecht zou kunnen. Nkaka kreeg dus nog een seizoen om te groeien bij Oostende, maar zijn tweede seizoen bij Oostende verliep moeizaam, in die mate zelfs dat hij al geen toekomst meer leek te hebben bij Anderlecht nog vóór hij er effectief een wedstrijd had gespeeld. Toen hij in juni 2019 uiteindelijk bij Anderlecht arriveerde, werd hij nog voor de competitiestart uitgeleend aan de Spaanse tweedeklasser UD Almería. Nkaka kreeg er in zijn debuutwedstrijd tegen Albacete Balompié dertien minuten speeltijd, de middenvelder was hierin meteen goed voor een goal. Desondanks nam reeksgenoot Racing Santander nog vóór het einde van de transferperiode het huurcontract over.
In oktober 2020 werd Nkaka voor de rest van het seizoen uitgeleend aan de Duitse tweedeklasser SC Paderborn 07. Wegens blessurelast kon hij maar dertien wedstrijden spelen in de 2. Bundesliga, maar in het slot van de competitie kreeg hij wel zeven basisplaatsen op rij. In zijn laatste wedstrijd voor Paderborn kopte hij tegen Würzburger Kickers een ongevaarlijke voorzet in eigen doel.
Begin augustus 2021 bereikte RSC Anderlecht een overeenkomst met Waasland-Beveren om Nkaka te huren voor één seizoen.

## Interlandcarrière
Op 17 maart 2017 werd Nkaka door bondscoach Johan Walem opgeroepen voor de Belgische nationale beloften. Hij speelde vier jeugdinterlands.